# Генрих V (фильм, 1944)
«Генрих V» (англ. Henry V), полное название «Хроника короля Генриха V и его битвы с французами при Азенкуре» (англ. The Chronicle History of King Henry the Fifth with His Battell Fought at Agincourt in France) — кинофильм режиссёра Лоренса Оливье, вышедший на экраны в 1944 году. Экранизация одноимённой пьесы Уильяма Шекспира.
Вошёл в список 100 лучших британских фильмов за 100 лет по версии BFI.

## Сюжет
Фильм начинается как постановка пьесы Шекспира «Генрих V» на сцене театра «Глобус», где зрители сопровождают действие аплодисментами или смехом. Однако затем действие переносится из театра, сопровождая главного героя в его кампании против Франции: осаде Арфлёра и битве при Азенкуре. Фильм завершается сватовством Генриха к французской принцессе Екатерине, после чего персонажи вновь оказываются в театре.

## Создание фильма
Создание фильма проходило в разгар Второй мировой войны. Специально для съёмок ленты Лоренс Оливье был освобождён от военных обязанностей, поскольку британское правительство посчитало выпуск «Генриха V» отличным пропагандистским шагом, направленным на подъём патриотизма и морального духа солдат. Оливье хорошо знал роль Генриха, поскольку уже исполнял её в театре Олд Вик. На роль принцессы Екатерины он хотел пригласить Вивьен Ли, однако эта роль была сочтена слишком маленькой для столь крупной звезды; в итоге была выбрана Рене Ашерсон, жена Роберта Доната. Режиссёром фильма Оливье видел Уильяма Уайлера, однако тот был занят в другом проекте и предложил Оливье самому снять картину. Кроме того, большую роль в создании «Генриха V» сыграл итальянский адвокат Филиппо дель Гвидиче, выделивший более 100 тыс. фунтов на съёмки. При создании сценария пьеса была урезана примерно на четверть, также из «Генриха IV» была добавлена сцена смерти Фальстафа. Оригинальным было решение Оливье начать и закончить фильм так, будто это театральная постановка времён Шекспира.
Съемки фильма проходили в окрестностях ирландского посёлка Эннискерри, а также на студиях Denham и Pinewood. Лента «Генрих V», в которой рассказывается о походе англичан на Францию, вышла вскоре после высадки войск союзников на континент. Фильм демонстрировался в Лондоне на протяжении пяти месяцев, на Бродвее — в течение 46 недель.

## В ролях
- Лоренс Оливье — Генрих V, английский король
- Харкорт Уильямс — Карл VI, французский король
- Эрнест Тесайджер — Карл VII, французский король
- Рене Ашерсон — принцесса Екатерина
- Макс Адриан — дофин
- Лесли Бэнкс — рассказчик (хор)
- Феликс Эйлмер — архиепископ Кентерберийский
- Лео Генн — коннетабль Франции
- Роберт Ньютон — Пистоль
- Фреда Джексон — миссис Куикли
- Рассел Торндайк — Жан I де Бурбон

## Награды и номинации
- 1946 — две премии Национального совета кинокритиков США: лучший фильм и лучший актёр (Лоренс Оливье).
- 1946 — специальное упоминание международного жюри критиков на Венецианском кинофестивале.
- 1947 — специальная премия «Оскар» за выдающийся вклад Лоренса Оливье в создание фильма в качестве актёра, продюсера и режиссёра. Лента также получила 4 номинации: лучший фильм, лучший актёр (Лоренс Оливье), лучшая музыка (Уильям Уолтон), лучшая работа художников и декораторов в цветном фильме (Пол Шерифф, Кармен Диллон).
- 1950 — премия «Серебряная лента» Итальянского национального синдиката киножурналистов за лучшую режиссуру зарубежного фильма (Лоренс Оливье).